# 杰丽·莫克

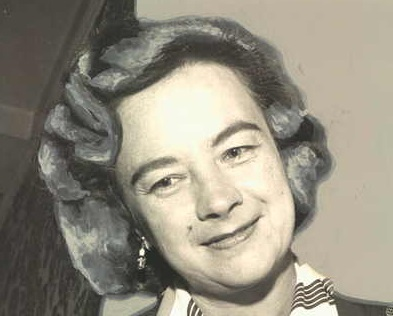

杰拉尔丁·"杰丽"·佛瑞德·莫克（英語：Geraldine "Jerrie" Fredritz Mock，1925年11月22日—2014年9月30日），生于美國俄亥俄州的紐瓦克，是首位完成环球飞行的女性。她的飞行结束于1964年的4月17日，共消耗29天，共停留21站，总飞行距离近22,860英里。